# Fredrik Emil Sundevall
Fredrik Emil Sundevall (født 19. juli 1811 i Högestad, Skåne, død 31. juli 1881 i Stockholm) var en svensk læge. Han var bror til zoologen Carl J. Sundevall og søofficeren Henrik Ludvig Sundevall.
Sundevall tog studentereksamen i Lund i 1824, var derefter nogen tid ansat på apotek samt blev i 1839 lic.med. og i 1840 mag.chir.. Efter at have drevet videnskabelige studier i udlandet 1842–1843 blev han i 1845 dr.med. på afhandlingen Om foten hos menniskan och öfriga däggdjuren. Allerede 1840–1841 havde han bestyret den anatomiske professur ved Karolinska Institutet og var 1846–1879 professor i anatomi, fysiologi og medicinallovkyndighed i Uppsala. Han oprettede også det anatomiske museum ved Uppsala Universitet. Blandt hans øvrige skrifter mærkes Om kirurgiens utveckling och studium i Sverige (1857) og Om grönländarnas kranier (i Uppsala läkarförenings förhandlingar 7).